# Lyrical Sympathy -Live-
Lyrical Sympathy -LIVE- – album koncertowy zespołu Versailles wydany 1 września 2010 roku. Jest to koncertowa wersja albumu Lyrical Sympathy, zawiera dodatkowy utwór SFORZANDO -Original Version-, wydany wcześniej jedynie w albumie Cross Gate 2008 -Chaotic Sorrow- pt. Sforzando.

## Lista utworów
| Nr | Tytuł                            | Autorzy tekstów | Muzyka | Czas |
| -- | -------------------------------- | --------------- | ------ | ---- |
| 1. | "INTRO"                          |                 | Kamijo | 1:12 |
| 2. | "The Love from a Dead Orchestra" | Kamijo          | Kamijo | 8:44 |
| 3. | "Shout & Bites"                  | Kamijo          | Kamijo | 4:01 |
| 4. | "Beast of Desire"                | Kamijo          | Hizaki | 4:37 |
| 5. | "Forbidden Gate"                 | Kamijo          | Hizaki | 4:41 |
| 6. | "The Red Carpet Day"             | Kamijo          | Teru   | 5:38 |
| 7. | "Sympathia"                      | Kamijo          | Hizaki | 6:16 |
| 8. | "SFORZANDO -Original Version-"   | Kamijo          | Kamijo | 4:57 |